# Nyina Georgijevna Romanova orosz hercegnő
Nyina Georgijevna orosz hercegnő (oroszul: княжна Нина Георгиевна Романова; Mihailovszkoje, Peterhof mellett, 1901. június 20. [a régi időszámítás szerint június 7.] – Hyannis, Massachusetts, 1974. február 27.) a Romanov-házból származó orosz cári hercegnő, festő, előbb egyesült királyságbeli, majd amerikai orosz emigráns. Georgij Mihajlovics orosz nagyherceg leánya, a grúz származású Pavle Csavcsavadze herceg és író felesége, David Chavchavadze amerikai író és CIA-ügynök anyja.

## Élete

### Származása és gyermekkora
Nyina Georgijevna 1901. június 20-án – az Oroszországban akkor érvényben lévő julián naptár szerint június 7-én – született Mihailovszkojéban, nagyapja Peterhof közelében lévő tengerparti birtokán, Georgij Mihajlovics orosz nagyherceg (1863–1919) és Mária görög királyi hercegnő (1876–1940) első gyermekeként. Apja katonaként kezdte pályafutását, lábsérülés miatt azonban le kellett szerelnie; ezután numizmatikusként tevékenykedett. Anyja, I. György görög király leánya, akit Oroszországban „Marija Georgijevna” néven ismertek, anyai ágon maga is a cári családból származott. Nyina Georgijevnának egyetlen testvére volt, a nála két évvel fiatalabb Kszenyija Georgijevna. A szülők egymás között franciául, míg a hercegnők az apjukkal oroszul, az anyjukkal angolul beszéltek.
A cári család gyermekei hagyományosan nagyhercegi címet viseltek, azonban 1885 januárjában a dinasztia tagjainak rohamos szaporodása miatt III. Sándor orosz cár úgy rendelkezett, hogy a nagyhercegi rang ezentúl a mindenkori cár gyermekeit és unokáit illeti meg, az ennél távolabbi rokonok csupán a „császári vérből származó herceg” (oroszul: князь / княжна императорской крови, knyaz / knyazsna imperatorszkoj krovi) rangjára – és csökkentett apanázsra – jogosultak. Mivel I. Miklós orosz cár személyében csak a dédapjuk, nem pedig a nagyapjuk volt uralkodó, Nyina és Kszenyija Georgijevna a cári hercegnői címet viselték a nagyhercegnői helyett. Születésüket huszonegy ágyúlövéssel ünnepelték. Nyina Georgijevnát két héttel világra jövetele után keresztelték meg Mihailovszkojéban; elsődleges keresztszülei II. Miklós orosz cár és anyja, Marija Fjodorovna anyacárné voltak, további keresztszülei: anyai dédanyja, Alekszandra Joszifovna nagyhercegné, apai nagybátyja és nagynénje, Szergej Mihajlovics és Anasztaszija Mihajlovna, anyai nagynénje, Zsófia porosz hercegnő, végül anyai nagyapja és dédapja, I. György görög király és IX. Keresztély dán király.
Georgij Mihajlovics és családja eleinte a nagyherceg apjának, Mihail Nyikolajevicsnek a palotáiban éltek; 1906-tól főként a szűk család számára a krími tengerparton épített Haraksz villában időztek. A palota közel volt más családtagok nyaralóihoz – Nyina és Kszenyija Georgijevna különösen apai unokatestvéreikkel, Alekszandr Mihajlovics nagyherceg gyermekeivel játszottak sokat. Fia visszaemlékezése szerint Nyina Georgijevna Harakszot tartotta az igazi otthonának. 1905 nyarán az akkor négy esztendős hercegnő torokgyíkot kapott, de hamburgi kezelésének köszönhetően meggyógyult. Ezért hálából Georgij Mihajlovics 1906. január 14-én az Úr színeváltozásának és Szent Nyinának szentelt templomot alapított Haraksz közelében. Agnes Barron de Stoeckl báróné, Marija Georgijevna egyik barátnője memoárjában „nagyon sötét [hajú és szemű], nyugodt és tunya” gyermekként emlékezett Nyina Georgijevnára.
A szülők kapcsolata idővel elhidegült; Marija Georgijevna a gyermekei egészségére hivatkozva mind kevesebbet időzött Oroszországban. 1914-ben, az első világháború kitörésekor Nyina Georgijevna az anyjával és húgával az Egyesült Királyságban tartózkodott húga harrogate-i gyógykezelésének ürügyén. Marija Georgijevna úgy döntött, nem tér vissza Oroszországba, ehelyett Harrogate-ben katonai kórházat nyitott, és nővérként ápolta a sebesült katonákat. Nyina Georgijevna és húga maguk is segítettek a sebesültek körüli teendők ellátásában; illetve Nyina Georgijevna szombatonként a kórház pénzügyeit rendezte Mrs. Boyd Carpenter, Ripon anglikán püspökének menye mellett. Az 1917-es oroszországi forradalmak és a bolsevikok hatalomra kerülése után a cári család tagjait üldözték; Nyina Georgijevna édesapját, Georgij Mihajlovicsot több unokatestvérével együtt elfogták, börtönbe vetették, majd 1919. január 30-án kivégezték.
Nyina Georgijevna 1914 után Londonban élt, az itteni Slade Schoolban tanult művészetet. Festészettel foglalkozott: tájképeket és enteriőröket festett.

### Házassága és gyermeke

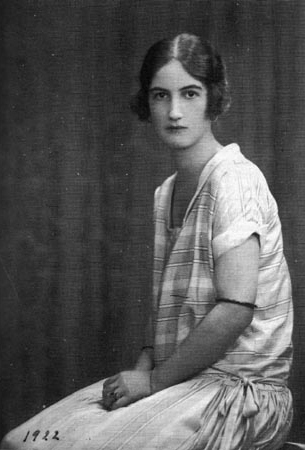
1922-ben, házasságkötése évében

Marija Georgijevna szigorú, a leányait viktoriánus szellemben nevelő anya volt; kapcsolatára leányaival rányomta a bélyegét, hogy a hercegnők őt tették felelőssé, amiért 1914 után nem láthatták többé az apjukat. David Chavchavadze szerint anyja és nagynénje korai férjhez menetelében az is közrejátszott, hogy a hercegnőknek a házasság jelentette a szabadulást anyjuk ellenőrzése alól.
Nyina Georgijevna 1922. szeptember 3-án, a londoni Buckingham Palace Roadon található egykori Szent Fülöp orosz templomban házasságot kötött Pavle, oroszosan Pavel Alekszandrovics Csavcsavadze herceggel (1899–1971). A Kaheti régióból származó Csavcsavadzék ősi grúz arisztokrata família. Nyina Georgijevna apjának első szerelme egy Csavcsavadze hercegnő volt, de mindkét fél családja ellenezte a kapcsolatot, ezért nem házasodhattak össze. Maga Pavle Csavcsavadze XII. György grúz király leszármazottja volt, apja Georgij Mihajlovicshoz hasonlóan a bolsevikok áldozata lett. A herceg angliai emigrációban élt, orosz és grúz művek angolra fordításából és könyvírásból tartotta fenn magát. 1969-ben ő ültette át angolra Sztálin leányának, Szvetlana Allilujevának a második könyvét, mely az angol fordításban az Only One Year címet kapta.
A pár gyermekként ismerte meg egymást 1908-ban, a római brit nagykövetség egyik estélyén, amikor Pavle Csavcsavadze kilenc, Nyina Georgijevna pedig hét éves volt. Évekkel később Londonban találkoztak ismét. Fiuk tanúsága szerint szerelmi házasságot kötöttek, melyből egyetlen gyermek született:
- David(wd) (1924. május 20. – 2014. október 5.), CIA-ügynök, író. Háromszor nősült.[19]

Nyina Georgijevna és Pavle Csavcsvadze távolságtartó szülők voltak, fiukat elsősorban orosz dajkája, Vera Alekszandrovna Nagovszkaja nevelte.

### Emigrációban
Pavle Csavcsavadze később a Cunard Line hajózási vállalatnál helyezkedett el; amikor 1927-ben a cég az Amerikai Egyesült Államokba helyezte át, a család áttelepült New Yorkba. Szoros kapcsolatot ápoltak az itteni polgárháborús fehér orosz emigrációval, és számos jótékonysági szervezetben vállaltak vezető szerepet, de szerény körülmények között éltek. 1939-ben a Massachusetts állambeli Wellfleetbe költöztek. Itt barátkoztak össze Edmund Wilson íróval és irodalomkritikussal, aki gyakori vacsoravendég volt náluk, és aki Nyina Georgijevnától tanult oroszul. Maga a hercegnő a Caucasian Society Allaverdy Ball elnöke és az orosz menekültek gyermekeit támogató társaság tagja volt; a második világháború alatt a Fort Dix támaszponton ápolási asszisztensként segédkezett.
A bolsevikok 1918 júliusában Jekatyerinburgban meggyilkolták II. Miklós orosz cárt, a feleségét, fiát, valamint négy leányát, de a szovjet kormányzat eleinte csak a cár halálát közölte tényként, a cárné és a gyermekek sorsát illetően sokáig szándékosan dezinformálta a publikumot. E bizonytalanság táptalaja volt a cári gyermekek túléléséről szóló mesés történeteknek, s még a 20. század második felében is volt olyan személy, aki azzal állt a nyilvánosság elé, hogy ő az utolsó cár egyik vagy másik gyermeke. Az egyik leghíresebb imposztor Anna Anderson volt, aki a cár legkisebb leányának, Anasztaszija Nyikolajevna nagyhercegnőnek mondta magát. 1928-ban Kszenyija Georgijevna hercegnő meghívta magához Andersont, hogy hosszabb időn keresztül megfigyelhesse. Nyina és Kszenyija Georgijevna gyermekkorukban játszópajtásai voltak a cár gyermekeinek; utoljára 1913-ban látták egymást a Krímben. Andersonnal Nyina Georgijevna is találkozott, ám míg húga biztosnak gondolta Anderson és Anasztaszija Nyikolajevna azonosságát, Nyina Georgijevna óvatosabb volt, és ennyit mondott: „akárki is legyen, felsőbb társadalmi körökből származik.” 1963-ban egy Eugenia Smith nevű amerikai nő került ugyanilyen okból a figyelem középpontjába: ő Anastasia: The Autobiography of H.I.H. The Grand Duchess Anastasia Nicholaevna of Russia címmel publikálta állítólagos önéletrajzát. Nyina Georgijevna ismét személyes találkozó révén próbálta kideríteni az igazságot – megállapítása szerint Eugenia Smith szélhámos volt. Anasztaszija Nyikolajevna maradványait 1991-ben találták meg Jekatyerinburg mellett és azonosították DNS-vizsgálat segítségével.
Nyina Georgijevna hercegnő 1974. február 27-én, Hyannis város Cape Cod kórházában hunyt el, rövid betegség után. A Massachusetts állambeli Truróban temették el március 4-én, a hyannisi görög ortodox templomban tartott gyászszertartást követően. Fia, David Chavchavadze a Központi Hírszerző Ügynökség munkatársaként, a Szovjetunióval foglalkozó részlegen dolgozott, nyugalmazása után többek között The Grand Dukes (1990) címmel a Romanov-ház nagyhercegeiről írt könyvet, orosz műveket fordított, valamint saját emlékiratait is publikálta.